# 2019 UO1
 (octobre 2019).
2019 UO1 est une planète mineure du système solaire, plus précisément un astéroïde Amor. Son orbite est remarquable, elle possède une très faible excentricité, 0,025, et une faible inclinaison, 2,8 degrés. Elle a un demi-grand axe de 1,10 unité astronomique.
Sa distance minimale d'intersection de l'orbite terrestre est de 0,065 unité astronomique, c'est-à-dire 9,8 millions de kilomètres. Le 21 octobre 2019, elle est passée à 0,128 ± 0,008 unité astronomique de la Terre, c'est-à-dire 19,2 ± 1,2 millions de kilomètres.